# Cypryśnik błotny
Cypryśnik błotny (Taxodium distichum) – gatunek drzewa należący do rodziny cyprysowatych (dawniej zaliczana do wyodrębnianych cypryśnikowatych). Występuje naturalnie w południowo-wschodnich stanach USA, szczególnie na błotnistych obszarach Florydy, jednak już od dłuższego czasu sadzi się go w Europie jako drzewo ozdobne i parkowe.

## Morfologia

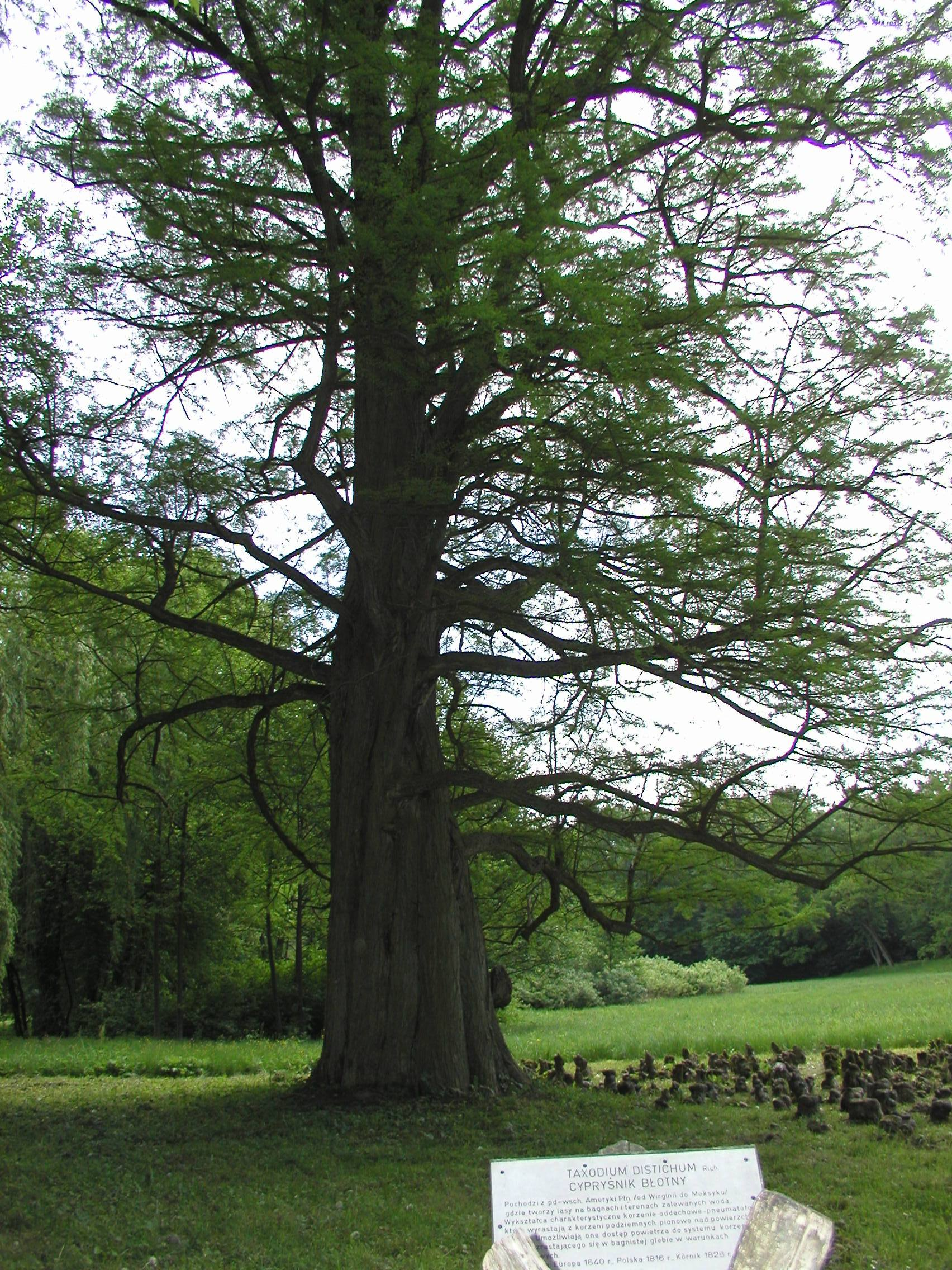
Cypryśnik błotny w Kórniku

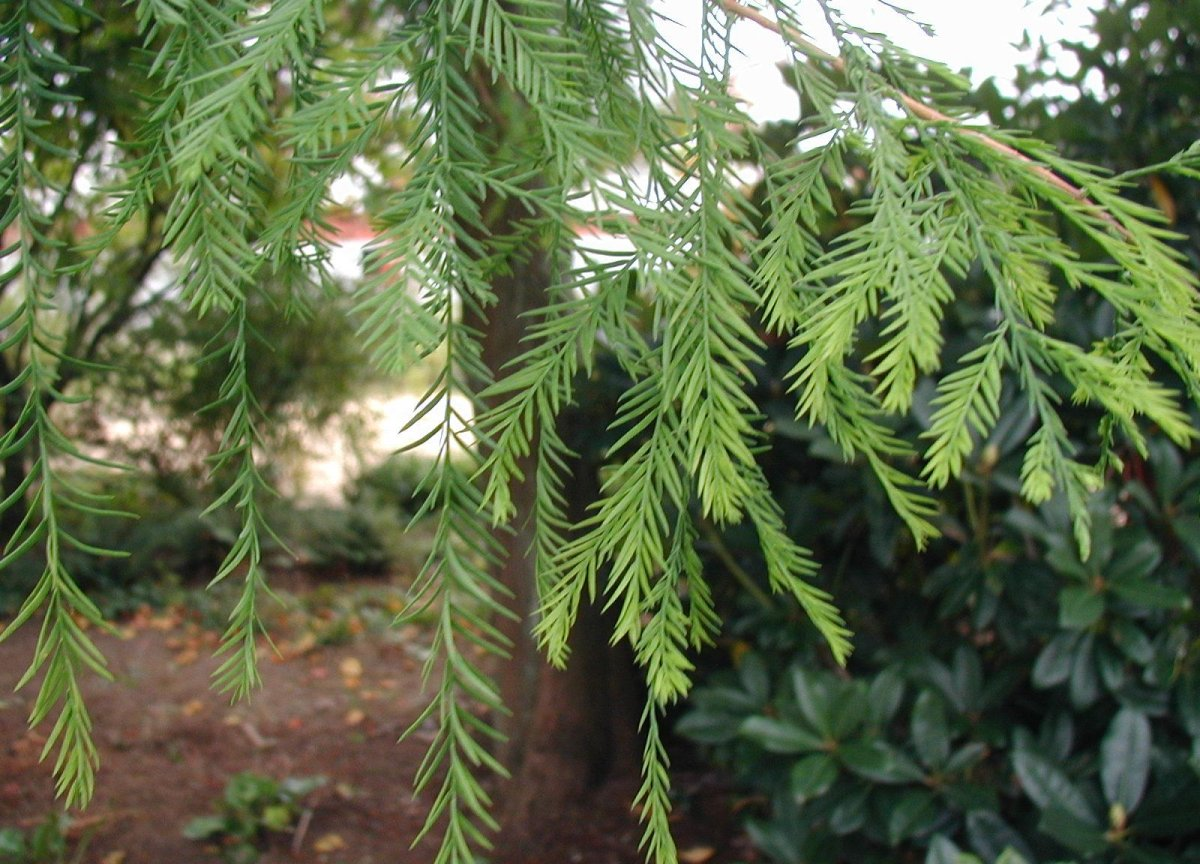
Szpilki

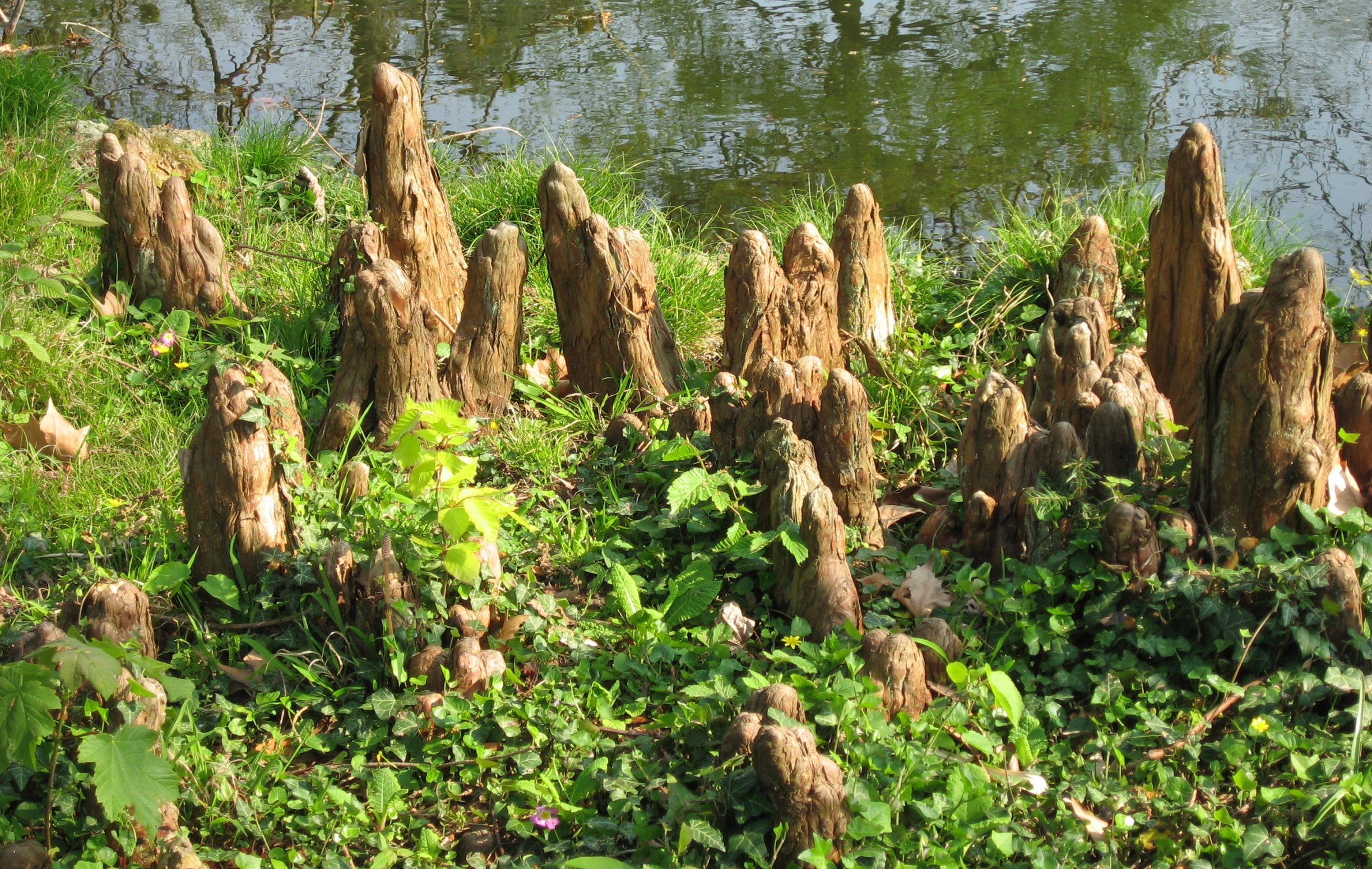
Korzenie oddechowe

PokrójKorona młodych drzew wąska, stożkowata, później coraz bardziej okrągło sklepiona i na wierzchołku prawie zawsze zaokrąglona.
PieńU nasady bardzo szeroki, szybko zwężający się i wyżej prosty. Konary u nasady wznoszą się nieco w górę, dalej lekko się zwieszają. Po 10 latach w Polsce osiąga wysokość 5 i szerokość 2 metrów. Maksymalne 25 metrów, w ojczyźnie 50. Drzewo jednopienne.
KoraCzerwonobrązowa lub bladobrunatna, włóknista, łuszczy się podłużnymi pasami.
PędyJednoroczne niezwykle cienkie, czerwonawe, późno pokrywają się liśćmi.
LiścieNa długopędach ustawione skrętolegle. Krótkopędy stojące pojedynczo mają około 10 cm długości. Dwurzędowo ułożone igły o długości do 2 cm są równowąskie i płaskie. Na początku listnienia przybierają żywą, jasnozieloną barwę, potem ciemnieją. Są zrzucane jesienią razem z krótkopędami.
KwiatyMęskie licznie zebrane na końcach zeszłorocznych długopędów, żółtawe albo purpurowe. Szyszki żeńskie mają długość 1–3 cm, są kuliste lub nieco podłużne, składają się z niewielu łusek.
KorzenieNa okresowo zalewanych bądź trwale podmokłych obszarach tworzy tak zwane korzenie oddechowe (pneumatofory, inaczej kolana oddechowe). Są to zgrubienia na korzeniach wyrastające powyżej poziomu gleby lub wody w odległości do kilkunastu metrów od pnia. Dostarczają one niezbędnej ilości tlenu do systemu korzeniowego.

## Biologia i ekologia
Drzewo iglaste zrzucające liście na zimę. Kwitnie od kwietnia do maja. W warunkach naturalnych porasta wilgotne niziny o wysokim poziomie wód gruntowych, względnie okresowo lub trwale zalewane.

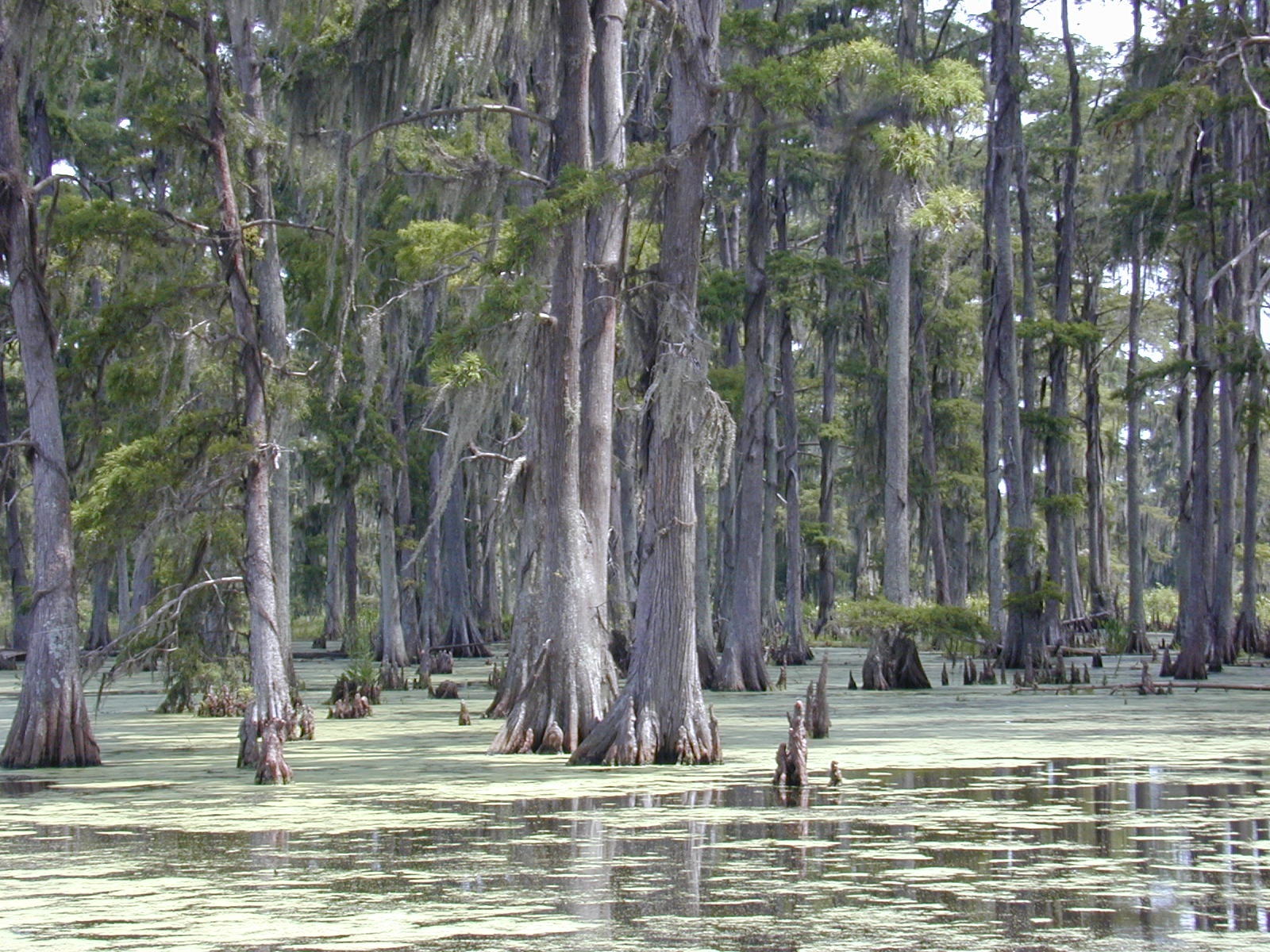
Las w zachodniej Luizjanie
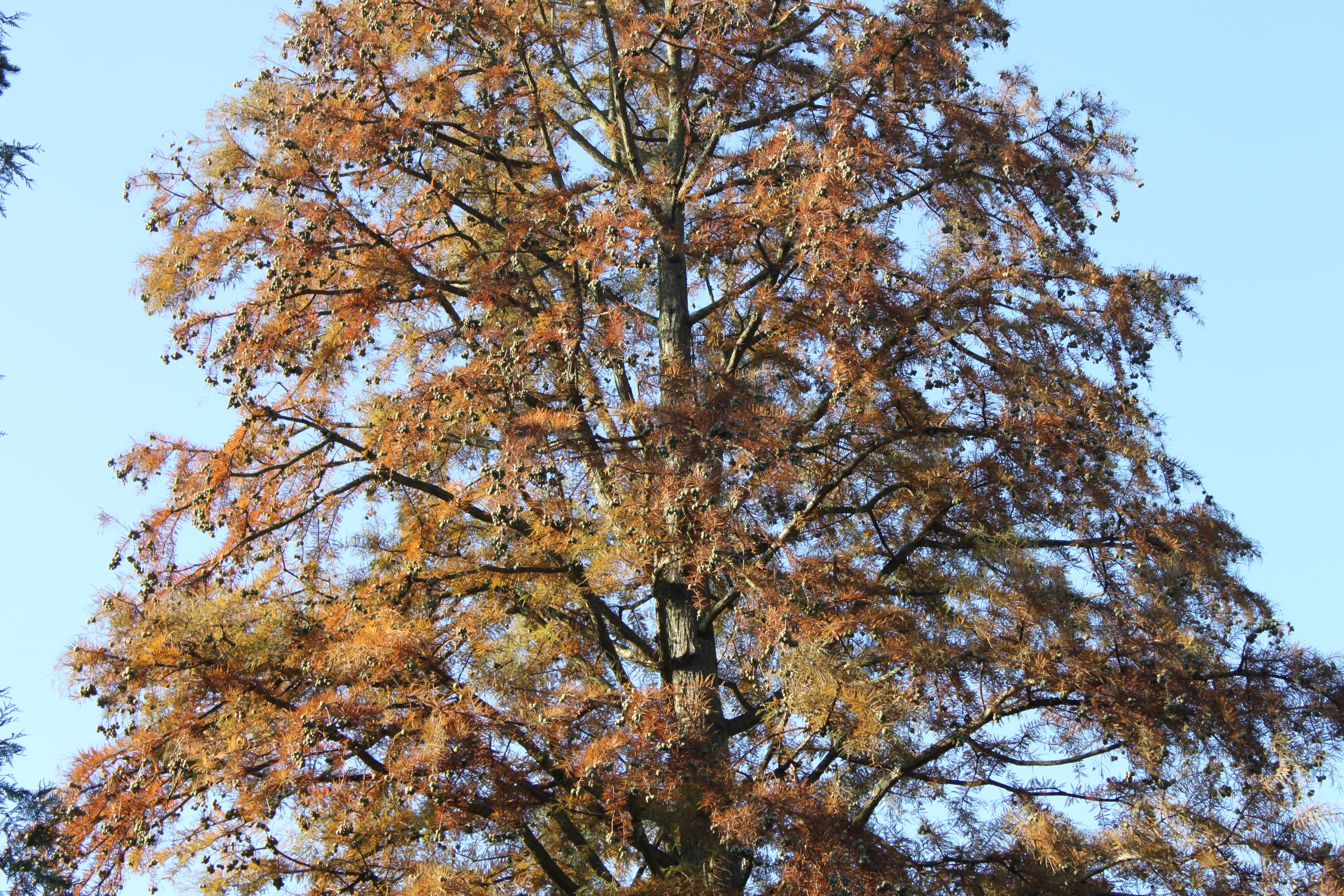
Obsypana szyszkami korona drzewa w Parku Skaryszewskim w Warszawie jesienią
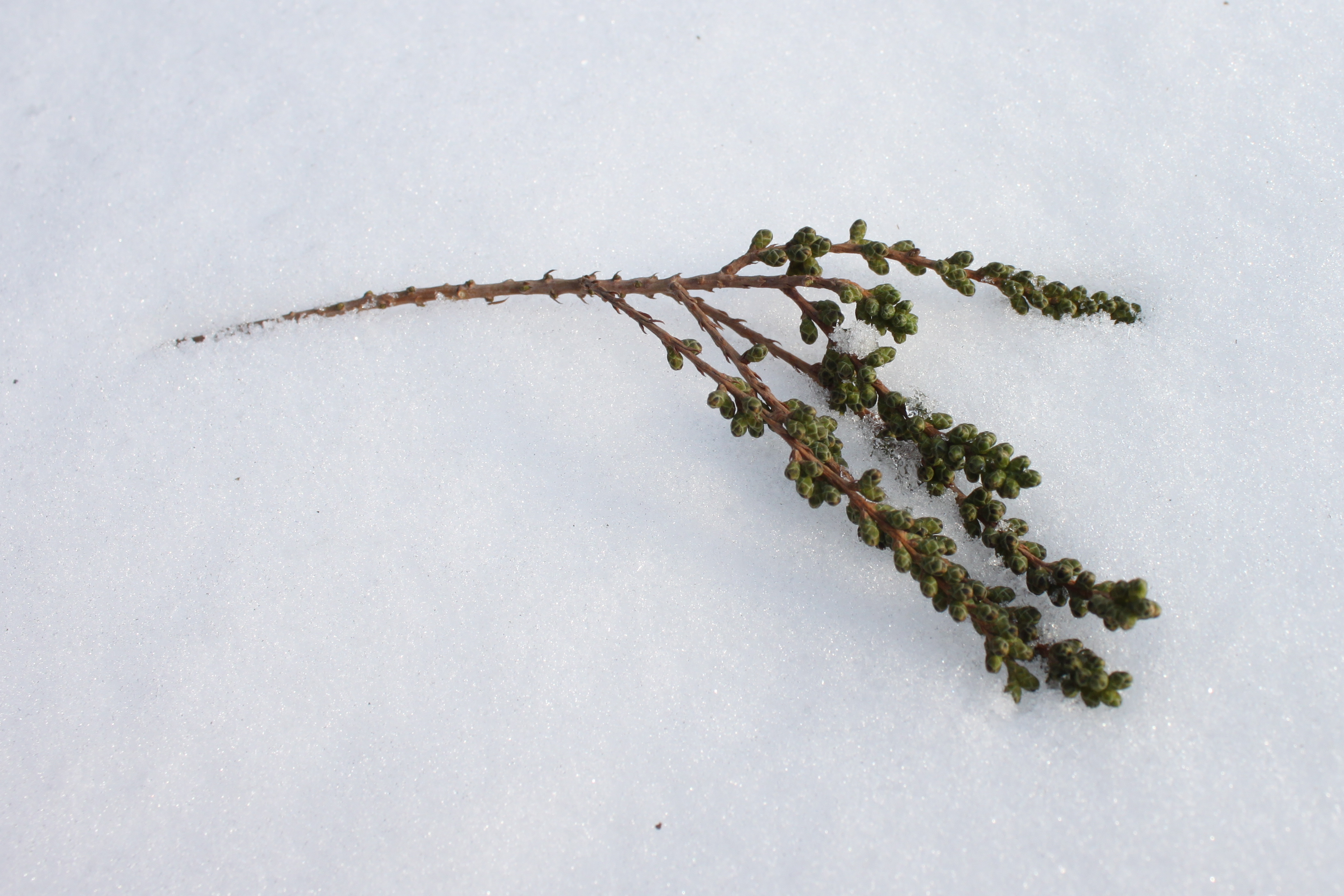
Kwiaty męskie